# Donahue (Iowa)
Donahue – miasto w Stanach Zjednoczonych, w stanie Iowa, w hrabstwie Scott. Zgodnie ze spisem statystycznym z 2000 miasto liczyło 293 mieszkańców.